# District de Nakakoma
Le district de Nakakoma (中巨摩郡, Nakakoma-gun) est un district de la préfecture de Yamanashi, au Japon.

## Géographie

### Démographie
Au 1er février 2014, la population du district de Nakakoma était de 18 804 habitants répartis sur une superficie de 9,14 km2.

### Communes du district
- Shōwa

### Anciennes communes
- Ashiyasu (1878-2003)
- Hatta (1956-2003)
- Kōsai (1955-2003)
- Kushigata (1954-2003)
- Ryūō (1878-2004)
- Shikishima (1927-2004)
- Shirane (1954-2003)
- Tamaho (1955-2006)
- Tatomi (1941-2006)
- Wakakusa (1954-2003)